# James Mitri
James Mitri, né le 28 février 1999 à Londres, est un coureur cycliste néo-zélandais, membre de l'équipe Global 6 Cycling.

## Biographie

### Débuts et carrière amateur
James Mitri nait le 28 février 1999 à Londres de parents néo-zélandais. Son oncle ainsi que sa tante ont représenté par le passé la Nouvelle-Zélande lors de compétitions en hockey sur glace.
Il commence le cyclisme à l'âge de 6 ans, dans sa ville natale. Dans un premier temps, il court sous nationalité britannique.
En 2017, il évolue dans l'équipe juniors de JLT Condor. Avec elle, il se classe cinquième du Tour d'Écosse et huitième de la Bizkaiko Itzulia. Au mois d'août, il remporte le classement général du Tour de Pampelune, sous les couleurs du club espagnol Cartagena-Esetec. Résidant désormais sur l'île de Majorque, il est entraîné par l'ancien cycliste professionnel Vicente Reynès,.

### Carrière professionnelle
Intéressés par ses bonnes performances, l'équipe Burgos-BH lui fait signer un contrat de trois ans en 2018, malgré son jeune âge. Il devient à cette occasion l'un des plus jeunes cyclistes à rejoindre les rangs d'une équipe professionnelle,. Il fait ses débuts à ce niveau lors du Tour de Murcie, où il termine hors délais. En cours de saison, il obtient une licence néo-zélandaise. Il clôt sa saison lors du Tour de Turquie, sa première compétition World Tour, qu'il termine à la 51e place.

## Palmarès
- 2017
  - Tour de Pampelune juniors

## Classements mondiaux
| Année            | 2019 |
| ---------------- | ---- |
| UCI Oceania Tour | 140e |